# Joanna Wilengowska
Joanna Wilengowska (ur. 1971) – polska dziennikarka i pisarka pochodzenia warmińskiego.

## Publikacje
- Japońska wioska, Wydawnictwo Portret, Olsztyn 1999 ISBN 83-911047-4-5
- Zęby, Korporacja Ha!art, Kraków 2006 ISBN 83-89911-55-8
- Król Warmii i Saturna, Wydawnictwo Czarne, Wołowiec 2024 ISBN 978-83-8191-942-5